# Adama Dramé
Pour les articles homonymes, voir Dramé.
Adama Dramé est un percussionniste burkinabé, né le 7 juin 1954 à Nouna au Burkina Faso.

## Biographie
Adama Dramé est né à Nouna au Burkina Faso le 7 juin 1954, dans une famille de musiciens et de conteurs, gardiens de la tradition, des djélis, nommés griots en français. De culture malinké, il devient musicien professionnel dès l'âge de douze ans. Il fait son apprentissage dans les cérémonies traditionnelles (naissances, baptêmes, mariages, etc.).
Devenu un maître du djembé, il revendique son identité africaine et sa fidélité à ses traditions, mais refuse de considérer cette musique comme un objet de musée.
Depuis 1979, il propage sa connaissance de son instrument (le djembé) de l'Afrique à l'Europe en passant par l'Amérique. Ces voyages l'amène à s'ouvrir à d'autres cultures, d'autres musiques et surtout à collaborer avec des musiciens européens tels que Royal de luxe, André Ceccarelli, Bernard Lubat, Marc Vella, la troupe Black Blanc Beur ou Les Percussions de Strasbourg,,,. En 1990, après un parcours solitaire, émaillé de collaborations, il crée un grand ensemble, Foliba associant musiciens, danseuses, et chanteurs,.

## Discographie (sélection)
- 1987 : Grands Maîtres De La Percussion / Great Masters Of Percussion, Auvidis [2],[6].
- 1992 : Continents, Indigo, avec Marc Vella[2].
- 1993 : Percussions mandingues, 2 volumes, Playa Sound[1].
- 2006 : anniversaire, Sunset France
- 2016 : Dakan, Buda/Universal[7].